# Баку (лідер ескадрених міноносців)
«Баку» (рос. Баку) — військовий корабель, лідер ескадрених міноносців проєкту 38 військово-морського флоту СРСР часів Другої світової війни.
Лідер ескадрених міноносців «Баку» закладений 15 січня 1935 року на верфізаводу № 198 ім. Андре Марті, у Миколаїві. Через рік, 10 березня 1936 роки перезакладений на стапелі в доці № 3 елінгу «А» на заводі заводі № 199 у Комсомольськ-на-Амурі, де отримав назву «Київ». 25 липня 1938 року він був спущений на воду, а незабаром перевезений на завод № 202 у Владивостоку, де його продовжили добудовувати. 27 грудня 1939 року «Баку» увійшов до складу Робітничо-Селянського Червоного Флоту.

## Історія служби

### 1941

#### Перехід до Північного флоту
Наказом НКВМФ № 00192 від 18 червня 1942 року лідер «Баку», ескадрені міноносці «Розумний», «Роз'ярений» і «Ревносний» через нагальну потребу щодо посилення Північного флоту були виділені зі складу Тихоокеанського флоту. Бойовим кораблям було наказано здійснити у навігацію 1942 року перехід Північним морським шляхом. У процесі підготовки до переходу усі кораблі пройшли гарантійний ремонт, де на них змонтували на корпусах пояси льодового захисту, так звані «шуби» — широкі пояси з дерев'яних брусів та дощок, котрі оббивали зверху покрівельним залізом.
До 5 липня підготовка групи кораблів, що отримала назву 18-та Експедиція особливого призначення (18 ЕОН), була завершена, розпочали підготовчі заходи до переходу бойових кораблів з Владивостока до Кольської затоки. Перехід 18 ЕОН мав відбутися в три етапи:
- 1-й: Владивосток — бухта Провидіння (2877 миль);
- 2-й: бухта Провидіння — бухта Тіксі (2955 миль);
- 3-й: бухта Тіксі — Полярний (1295 миль)[2].

15 липня 1942 року 18 ЕОН вийшов з Владивостока. Через 3 дні есмінець «Ревносний» зіткнувся з пароплавом «Терней», пошкодження були настільки значними, що його довелося відбуксирувати і залишити в Совєтській Гавані. 22 липня решта кораблів благополучно прибула в Авачинську бухту в Петропавловські-Камчатському, а 30 липня — в бухту Провидіння. Але тут на есмінці «Роз'ярений» трапилася надзвичайна подія, він пошкодив швидкісний гвинт та погнув гребний вал, тому при швидкості понад 8 вузлів виникала сильна вібрація корпусу есмінця.
15 серпня, після ремонту гвинта на «Роз'яреному», 18 ЕОН вийшов з бухти Провидіння у супроводі криголама «А. Мікоян», який забезпечував прохід кораблів через льодові ділянки моря. Проте, 16 серпня кораблі були змушені зупинитися до поліпшення обстановки, через дрейф старого 9-10-бального льоду. Обійшовши льодовий масив з півночі, кораблі 18 ЕОН приєдналися до каравану транспортів у районі мису Серце-Камінь і продовжив подальший рух уздовж берегової лінії в розрідженому льоду. Втім, 31 серпня кораблі остаточно встали, застрягши у льодових пастках, у найважчому становищі опинився есмінець «Розумний», затиснутий між двома великими торосами багаторічного льоду. Лише 8 вересня його вдалося визволити. Тим часом, поки йшла битва за визволення «Розумного», лідер «Баку» і есмінець «Роз'ярений» успішно просувалися уздовж берега, пробиваючись вперед. На 9 вересня вони йшли з Певека в Амбарчик, «Розумний» під проводкою «Л. Кагановича» прямував від коси Двох пілотів в Амбарчик, транспорт «Волга» пробивався на захід у районі мису Шмідта.
15 вересня основна група експедиції прийшла в бухту Тіксі, причому майже весь шлях до Тіксі «Баку» тягнув «Роз'яреного» на буксирі. 17 вересня «Розумний» наздогнав основну групу, прибувши до бухти Тіксі.
18 вересня, кораблі, поповнивши запаси палива, знялися з якоря і під проводкою криголама «Красін» взяли курс на острови Комсомольської Правди. 24 вересня вони стали на якір на рейді Діксона, де приступили до заміни льодових гвинтів на штатні.
9 жовтня 18 ЕОН вийшов з рейду Діксона. В протоку Югорський Шар кораблі прибули в темний час доби 10 числа, де на експедицію чекав ескадрений міноносець Північного флоту «Валеріан Куйбишев». 12 жовтня кораблі знялися з якоря і, ведені есмінцем «Валеріан Куйбишев», взяли курс на Кольську затоку. У суворій штормовій погоді вони пройшли Баренцове море, де їх зустрів есмінець «Гремящий» під прапором командувача Північним флотом віцеадмірала Головко А. Г. «Гремящий» став головним в ордері, і в 9:20 14 жовтня 1942 року усі кораблі стали на якір в бухті Ваєнга, де їх, після здійснення надскладного переходу завдовжки 7327 миль, з прибуттям на Північний флот привітав командувач.

### 1941—1945
Після включення до складу Північного флоту «Баку» супроводжував союзні транспорти і конвої, брав участь у рейдових діях та нальотах на комунікації противника, входив до складу кораблів охорони, що забезпечували проводку конвоїв. За період участі в бойових діях лідер пройшов понад 42 тисяч миль і провів без втрат 29 радянських та союзних конвоїв. Чотири рази виходив у води противника для пошуку і знищення його транспортних засобів, двічі обстріляв ворожу військово-морську базу Варде. Корабель брав участь у вогневій підтримці дій наземних військ і спільних пошуках німецьких підводних човнів, у відбитті атак авіації противника.
6 березня 1945 року Указом Президії Верховної Ради СРСР «Баку» був нагороджений орденом Червоного Прапора.